# Col Windon
 Colin James Windon (né le 8 novembre 1921 à Randwick (Australie) - mort le 3 novembre 2003) est un ancien joueur de rugby à XV qui a joué avec l'Australie au poste de troisième ligne aile. 

## Carrière
Il a joué son premier test match le 14 septembre 1946, à l'occasion d'un match contre la Nouvelle-Zélande. Il a disputé son dernier test match aussi avec l'Australie, contre cette même équipe, le 13 septembre 1952.
Il fut deux fois capitaine des Wallabies en 1951. Il a gardé pendant 30 ans le record d'essais marqués en test match par un Australien.

## Palmarès
- Nombre de test matchs avec l'Australie : 20